# کی کیتانو
کی کیتانو (انگلیسی: Kie Kitano؛ زادهٔ ۱۵ مارس ۱۹۹۱) بازیگر، خواننده، صداپیشه  و مدل اهل ژاپن است.